# Boğaziçi Sultans
I Boğaziçi Sultans sono la squadra di football americano dell'Università del Bosforo di Istanbul, in Turchia; fondati nel 1987, hanno vinto 6 titoli nazionali.

## Dettaglio stagioni

### Tornei nazionali

#### Campionato

##### TAFK/1. Lig
| Stagione | regular season | regular season | regular season | regular season | regular season | regular season | playoff | playoff | playoff | playoff | playoff | playoff    | playoff         |
|          | Vin            | Par            | Per            | Tot            | PF             | PS             | Vin     | Per     | Tot     | PF      | PS      | risultato  | avversaria      |
| -------- | -------------- | -------------- | -------------- | -------------- | -------------- | -------------- | ------- | ------- | ------- | ------- | ------- | ---------- | --------------- |
| 2001     | 3              | 0              | 1              | 4              | 90             | 63             | 0       | 1       | 1       | 6       | 20      | Semifinale | ITÜ Hornets     |
| 2009-10  | 5              | 0              | 2              | 7              | 134            | 93             | 1       | 1       | 2       | 32      | 55      | Semifinale | Gazi Warriors   |
| 2011-12  | 5              | 0              | 2              | 7              | 177            | 81             | 0       | 1       | 1       | 21      | 26      | Semifinale | Gazi Warriors   |
| 2012-13  | 7              | 0              | 0              | 7              | 182            | 117            | 1       | 0       | 1       | 39      | 23      | Campioni   | ODTÜ Falcons    |
| 2013-14  | 5              | 0              | 2              | 7              | 142            | 82             | 1       | 0       | 1       | 30      | 23      | Campioni   | Koç Rams        |
| 2014-15  | 5              | 0              | 2              | 7              | 210            | 72             | 1       | 0       | 1       | 10      | 7       | Campioni   | Koç Rams        |
| 2016     | 4              | 0              | 2              | 6              | 159            | 79             | 1       | 1       | 2       | 20      | 21      | Finale     | Koç Rams        |
| 2017     | 3              | 0              | 4              | 7              | 176            | 104            | -       | -       | -       | -       | -       | -          | -               |
| 2018     | 4              | 0              | 3              | 7              | 127            | 99             | 1       | 1       | 2       | 54      | 78      | Finale     | Koç Rams        |
| 2019     | 5              | 0              | 2              | 7              | 149            | 104            | 0       | 1       | 1       | 26      | 28      | Semifinale | ODTÜ Falcons    |
| 2020     | 0              | 0              | 1              | 1              | 7              | 22             | -       | -       | -       | -       | -       | -          | -               |
| 2022     | 3              | 0              | 4              | 7              | 140            | 109            | 2       | 0       | 2       | 20      | 14      | Campioni   | Koç Rams        |
| 2023     | 5              | 0              | 2              | 7              | 112            | 76             | 0       | 1       | 1       | 10      | 14      | Semifinale | Istanbul Bisons |
| 2024     | 2              | 0              | 5              | 7              | 81             | 94             | -       | -       | -       | -       | -       | -          | -               |
| Totale   | 56             | 0              | 32             | 88             | 1886           | 1195           | 8       | 7       | 15      | 268     | 309     |            |                 |

Fonti: Enciclopedia del Football - A cura di Massimo Mezzetti

### Tornei internazionali

#### IFAF Europe Champions League
| Stagione | regular season | regular season | regular season | regular season | regular season | regular season | playoff | playoff | playoff | playoff | playoff | playoff   | playoff    |
|          | Vin            | Par            | Per            | Tot            | PF             | PS             | Vin     | Per     | Tot     | PF      | PS      | risultato | avversaria |
| -------- | -------------- | -------------- | -------------- | -------------- | -------------- | -------------- | ------- | ------- | ------- | ------- | ------- | --------- | ---------- |
| 2014     | 0              | 0              | 1              | 1              | 6              | 39             | -       | -       | -       | -       | -       | -         | -          |
| 2015     | 0              | 0              | 2              | 2              | 33             | 81             | -       | -       | -       | -       | -       | -         | -          |
| 2016     | 1              | 0              | 1              | 2              | 28             | 32             | -       | -       | -       | -       | -       | -         | -          |
| 2017     | -              | -              | -              | -              | -              | -              | -       | -       | -       | -       | -       | -         | -          |
| Totale   | 1              | 0              | 4              | 5              | 67             | 152            | -       | -       | -       | -       | -       |           |            |

Fonti: Enciclopedia del Football - A cura di Massimo Mezzetti

#### EFAF Challenge Cup
| Stagione | regular season | regular season | regular season | regular season | regular season | regular season | playoff | playoff | playoff | playoff | playoff | playoff   | playoff    |
|          | Vin            | Par            | Per            | Tot            | PF             | PS             | Vin     | Per     | Tot     | PF      | PS      | risultato | avversaria |
| -------- | -------------- | -------------- | -------------- | -------------- | -------------- | -------------- | ------- | ------- | ------- | ------- | ------- | --------- | ---------- |
| 2010     | 1              | 1              | 0              | 2              | 52             | 6              | -       | -       | -       | -       | -       | -         | -          |
| Totale   | 1              | 1              | 0              | 2              | 52             | 6              | -       | -       | -       | -       | -       |           |            |

Fonti: Enciclopedia del Football - A cura di Massimo Mezzetti

### Riepilogo fasi finali disputate
| Anno             | Luogo | Evento | Fase del torneo | Incontro                           | Risultato |
| 2001             |       | TAFK   | Semifinale      | ITÜ Hornets - Boğaziçi Sultans     | 20 - 6    |
| 1º maggio 2010   |       | 1. Lig | Semifinale      | Gazi Warriors - Boğaziçi Sultans   | 33 - 8    |
| 13 maggio 2012   |       | 1. Lig | Semifinale      | Gazi Warriors - Boğaziçi Sultans   | 26 - 21   |
| giugno 2013      |       | 1. Lig | Finale          | Boğaziçi Sultans - ODTÜ Falcons    | 39 - 23   |
| 8 giugno 2014    |       | 1. Lig | Finale          | Koç Rams - Boğaziçi Sultans        | 23 - 30   |
| 31 maggio 2015   |       | 1. Lig | Finale          | Koç Rams - Boğaziçi Sultans        | 7 - 10    |
| 5 giugno 2016    |       | 1. Lig | Finale          | Koç Rams - Boğaziçi Sultans        | 21 - 14   |
| 1º luglio 2018   |       | 1. Lig | Finale          | Koç Rams - Boğaziçi Sultans        | 52 - 21   |
| 29 giugno 2019   |       | 1. Lig | Semifinale      | ODTÜ Falcons - Boğaziçi Sultans    | 28 - 26   |
| 6 agosto 2022    |       | 1. Lig | Finale          | Boğaziçi Sultans - Koç Rams        | 17 - 14   |
| 9 settembre 2023 |       | 1. Lig | Semifinale      | Istanbul Bisons - Boğaziçi Sultans | 14 - 10   |

## Palmarès
- 6 Campionati turchi (2006, 2009, 2013, 2014, 2015, 2022)